# Marc Singer
Marc Singer (Vancouver, 29 gennaio 1948) è un attore statunitense.

## Biografia
Marc Singer è principalmente conosciuto per aver interpretato il personaggio di Mike Donovan nella miniserie televisiva V - Visitors (1983); visto il successo, nel 1984 interpretò ancora il personaggio nel sequel V: The Final Battle, e ancora tra il 1984 e il 1985 in una serie TV intitolata semplicemente Visitors. Nel 2011 ha partecipato a V, il remake della stessa serie .
Negli anni ottanta, all'apice della sua carriera, ha interpretato importanti ruoli sia in TV sia al cinema. Fa parte dei protagonisti dell'ottava stagione della celebre soap opera Dallas (1986) e interpreta con successo il protagonista del film Kaan principe guerriero (1982), seguito da Kaan principe guerriero 2 (1991) e da Beastmaster - L'occhio di Braxus (1996).
È fratello dell'attrice Lori Singer ed entrambi cugini del regista Bryan Singer.

## Filmografia parziale

### Cinema
- Something For Joey (1977)
- Vittorie perdute (Go Tell the Spartans), regia di Ted Post (1978)
- Club Max (1980)
- Paper Dolls (1982)
- If You Could See What I Hear, regia di Eric Till (1982)
- Kaan principe guerriero (The Beastmaster), regia di Don Coscarelli (1982)
- Born to Race, regia di James Fargo (1988)
- A Man Called Sarge, regia di Stuart Gillard (1988)
- Il deserto della paura (1989)
- Passione fatale (Body Chemistry), regia di Kristine Peterson (1990)
- Brividi nella notte (In the Cold of the Night), regia di Nico Mastorakis (1990)
- Alterazione genetica II (Watchers II), regia di Thierry Notz (1990)
- Terrore nello spazio (Dead Space), regia di Fred Gallo (1991)
- Kaan principe guerriero 2 (Beastmaster 2: Through the Portal of Time), regia di Sylvio Tabet (1991)
- Silhouette (Beyond the Silhouette), regia di LLoyd A. Simandl (1991)
- Complotto a Berlino (The Berlin Conspiracy) (1992)
- Sea Wolf - La nave fantasma (1993)
- Codice segreto desiderio (Victim of Desire), regia di Jim Wynorski (1993)
- Il giustiziere della strada (Street Corner Justice), regia di Charles Bail (1996)
- Lancelot:Guardian of Time (1997)
- L.A.P.D. linea spezzata (L.A.P.D.: To Protect and to Serve) (2001)
- Determination of Death (2002)
- Fire of You (2002)
- Snowman's Pass (2004)
- Lesser Evil (2006)
- Taipoid (2006)
- Woman Comand (2006)
- Eagle Eye, regia di D.J. Caruso (2008)
- Dragonquest (2009)
- The Republic (2010)
- Clohoe Beautiful Clohoe (2010)
- House Hunting, regia di Eric Hurt (2012)
- The Last Letter (2012)

### Televisione
- Il Tenente Colombo (Columbo) - serie TV, episodio 2x08 (1973)
- Hawaii Squadra Cinque Zero (Hawaii Five-O) - serie TV, episodio 7x05 (1974)
- Nakia - serie TV, un episodio (1974)
- Il pianeta delle scimmie (Planet of the Apes) - serie TV, episodio 1x02 (1974)
- Barnaby Jones - serie TV, episodi 3x14 - 4x04 (1975)
- A tutte le auto della polizia (The Rookies) - serie TV, episodio 4x23 (1976)
- Ultimo indizio (Jigsaw John) - serie TV, un episodio (1976)
- What Really Happened to the Class of '65? - serie TV, un episodio (1978)
- Visions - serie TV, un episodio (1978)
- Radici - Le nuove generazioni - miniserie TV (1979)
- V - Visitors (V) - miniserie TV, 2 episodi (1983)
- V - Visitors (V: The Final Battle) - miniserie TV, 3 episodi (1984)
- Visitors (V) - serie TV, 19 episodi (1984-1985)
- Love Boat (The Love Boat) - serie TV, 2 episodi (1984)
- Dallas - serie TV, 12 episodi (1986)
- Hotel - serie TV, episodio 4x21 (1987)
- Ai confini della realtà (The Twilight Zone) – serie TV, episodio 3x02 (1988)
- Simon & Simon - serie TV, episodio 8x06 (1988)
- La signora in giallo (Murder, She Wrote) - serie TV, episodio 5x11 (1989)
- I viaggiatori delle tenebre (The Hitchhiker) - serie TV, episodio 5x08 (1989)
- High Desert Kill, regia di Harry Falk (1989) - film TV
- Batman - serie animata, 3 episodi (1992) - voce
- Highlander (Highlander: The Series) - serie TV, episodio 1x07 (1992)
- The Ray Bradbury Theater - serie TV, un episodio (1992)
- Le avventure di Black Stallion (The Adventures of the Black Stallion) - serie TV, episodio 3x24 (1993)
- The Sea Wolf
- Sirens - serie TV, 2 episodi (1994)
- Beastmaster - L'occhio di Braxus (Beastmaster III - The Eye of Braxus), regia di Gabrielle Beaumont (1996) - film TV
- Le avventure di Jonny Quest (The Real Adventures of Jonny Quest) - serie animata, un episodio (1996) - voce
- Tesoro, mi si sono ristretti i ragazzi ((Honey, I Shrunk the Kids: The TV Show)) - serie TV, episodio 2x03 (1998)
- Febbre d'amore (The Young and the Restless) - soap opera, 12 episodi (1999)
- Angel Blade - serie animata (2001) - voce
- Duck Dodgers - serie animata, un episodio (2005) - voce
- Criminal Minds: Suspect Behavior - serie TV, episodio 1x03 (2011)
- V - serie TV, episodio 2x10 (2011)
- Beauty and the Beast - serie TV, 4 episodi (2016)
- Arrow - serie TV, 5 episodi (2015)
- AJ and The Queen - serie TV, episodio 1x03 (2020)

## Doppiatori italiani
Nelle versioni in italiano delle opere in cui ha recitato, Marc Singer è stato doppiato da:
- Mario Cordova in V, V - Visitors
- Massimo Corvo ne La signora in giallo
- Marco Mete in Terrore nello spazio
- Ambrogio Colombo in Codice segreto: desiderio
- Luca Biagini in L.A.P.D. - Linea spezzata
- Antonio Angrisano in Criminal Minds: Suspect Behavior